# Кармиггелт, Симон
Симон Кармиггелт (17 октября 1913, Гаага, Нидерланды — 30 ноября 1987, Амстердам, Нидерланды) — голландский писатель, журналист и публицист, мастер коротких рассказов.

## Биография
Симон Кармиггелт родился в 1913 году в Гааге, в семье Германа Кармиггелта и Адрианы Бик. В детстве Симон достаточно посредственно учился, бросив среднюю школу в 1929 году. Однако ему нравилось работать редактором школьной газеты и в будущем Симон видел себя журналистом.
После нескольких попыток сотрудничать с разными изданиями Симон Кармиггелт стал репортёром социалистической газеты Het Volk. Кроме этого, в ней он выступал в качестве критика и писал короткие колонки о повседневной жизни в Гааге, которые называл «Мелочами».
В 1939 году Симон женился, а через год у него родилась дочь Марианна. Тогда же был опубликован первый сборник рассказов Кармиггелта под названием «Пятьдесят причуд».
После немецкой оккупации Нидерландов в 1940 году, газета Het Volk оказалась под контролем и цензурой. Кармиггелт уволился и был вынужден работать в других местах. Одновременно с этим он тайно поддерживал связь с голландским сопротивлением и работал в подпольной газете Het Parool, отвечая за набор текста и печать, а также писал для издания истории.
В 1943 году старшего брата Симона — Ян Кармиггелта — арестовали немцы. Его отвезли в концлагерь Герцогенбуш, где тот умер от истощения.
После войны Симон продолжил писать колонки для Het Parool под псевдонимом Кронкель. Его тексты того времени стали очень известными, благодаря своеобразному меланхолическому и мрачноватому тону, а также ироническому языку. Кармиггелт писал о безуспешных и разочарованных в жизни людях, с которыми знакомился в кафе и барах. Рассказы его собеседников становились основной для новых колонок. Также Симон писал о наблюдениях за своими детьми, внуками, домашними животными и о мелких событиях в своей жизни. Писатель получил несколько литературных наград.
В 1987 году Кармиггелт умер от сердечного приступа.
Спустя год в Амстердаме была установлена статуя писателя рядом с его бывшим домом. Ещё одна скульптура, на которой Кармиггелт представлен вместе с женой на скамейке в парке, стоит возле летнего дома писателя в Де Стиге. Эта статуя была украдена и уничтожена в 2012 году, но в 2013 году её восстановили на прежнем месте.

## Избранная библиография
- 1940 — Пятьдесят причуд
- 1940 — Сто глупостей
- 1948 — Вся глупость
- 1951 — Омнибус
- 1956 — Заводская вода
- 1956 — Квартет
- 1956 — Прогулы
- 1961 — Процессия гномов
- 1962 — День дедушки
- 1962 — Между двумя стульями
- 1963 — Старики
- 1963 — Мы все ещё живем
- 1965 — Свист в темноте
- 1965 — Хорошая погода сегодня
- 1967 — Завтра мы увидим снова
- 1968 — Ты продолжаешь улыбаться
- 1969 — Моя мать была права
- 1971 — Просто продолжайте идти
- 1972 — Я не могу ворчать
- 1974 — Хлеб для птиц
- 1975 — Прогулки
- 1977 — В прошлом вы могли смеяться
- 1978 — Не мешайте этому
- 1979 — До конца жизни
- 1979 — Хороший подарок
- 1980 — Резиденция моей юности
- 1981 — Голландец в Париже
- 1981 — Истории из прошлого
- 1983 — Амстердамский паб
- 1984 — Я буду в порядке
- 1984 — Радости и ужасы пьянства
- 1987 — Веселые годы